# Peter Sippel

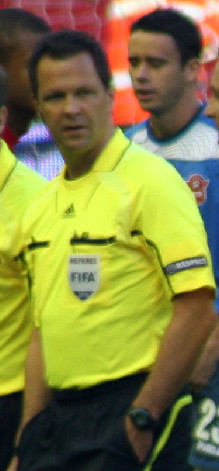
Peter Sippel

Peter Sippel (* 6. Oktober 1969 in Würzburg) ist ein ehemaliger deutscher Fußballschiedsrichter. Von 1998 bis 2016 leitete er Bundesligapartien.

## Fußball
Sippel ist seit 1996 DFB-Schiedsrichter für den FC Würzburger Kickers. Ab 1997 leitete er Spiele der Zweiten und ab 1998 Spiele der Bundesliga. Mit der Partie VfL Wolfsburg gegen den VfL Bochum stand am 28. November 1998 erstmals ein Spiel im Fußball-Oberhaus unter seiner Leitung.
Von 1. Januar 2003 bis 31. Dezember 2011 war Sippel FIFA-Schiedsrichter, von 2004 bis 31. Dezember 2010 leitete er auch Partien im UEFA-Pokal.
Zwischen 2004 und 2005 kam er auch bei Spielen der Qatar Stars League und der K League in Südkorea zum Einsatz.
Nach der Saison 2015/16, kurz vor seinem altersbedingten Ausscheiden, beendete Sippel aus privaten Gründen seine Laufbahn als DFB-Schiedsrichter. Er leitete insgesamt 217 Bundesligaspiele und 150 Partien der Zweiten Liga.
Seit der Saison 2022/23 ist Sippel als Sportlicher Leiter beim DFB für die Schiedsrichter der Bundesliga verantwortlich.

## Privates
Sippel ist von Beruf Diplom-Betriebswirt und lebt in München.